# Mistrzostwa Świata w Półmaratonie 2012 – bieg kobiet
Bieg kobiet – jedna z konkurencji rozegranych podczas mistrzostw świata w półmaratonie w Kawarnie. Do rywalizacji zgłoszono 67 zawodniczek, które reprezentowały 33 państwa. Biegaczki miały do pokonania cztery okrążenia trasy, z których pierwsze trzy liczyły 5 kilometrów, a ostatnie 6,0975 km.

## Terminarz
| Data                | Godzina | Runda |
| ------------------- | ------- | ----- |
| 6 października 2012 | 09:30   | Finał |

## Rezultaty indywidualne
| NR – rekord kraju \| SB – najlepszy wynik w sezonie \| PB – rekord życiowy \| DNF - nie ukończył \| DNS – nie wystartował |

| Poz. | Zawodnik                  | Czas    | Uwagi |
| ---- | ------------------------- | ------- | ----- |
|      | Meseret Hailu Debele      | 1:08:55 | PB    |
|      | Feyse Tadese              | 1:08:56 | SB    |
|      | Pasalia Kipkoech          | 1:09:04 | .     |
| 4    | Lydia Cheromei            | 1:09:13 |       |
| 5    | Emebet Itaa Bedada        | 1:10:01 | PB    |
| 6    | Pauline Njeri Kahenya     | 1:10:22 |       |
| 7    | Gemma Steel               | 1:11:09 | PB    |
| 8    | Tomomi Tanaka             | 1:11:09 |       |
| 9    | Mai Itō                   | 1:11:25 |       |
| 10   | Caryl Jones               | 1:11:52 | PB    |
| 11   | Sabrina Mockenhaupt       | 1:12:04 | SB    |
| 12   | Asami Katō                | 1:12:11 |       |
| 13   | Maegan Krifchin           | 1:12:29 |       |
| 14   | Lara Tamsett              | 1:12:58 | SB    |
| 15   | Yoko Miyauchi             | 1:13:00 |       |
| 16   | René Kalmer               | 1:13:16 |       |
| 17   | Derbe Godana              | 1:13:16 | PB    |
| 18   | Adriana Nelson            | 1:13:30 | SB    |
| 19   | Kayo Sugihara             | 1:13:36 |       |
| 20   | Karolina Jarzyńska        | 1:13:45 |       |
| 21   | Priscah Jepleting Cherono | 1:13:55 |       |
| 22   | Susan Partridge           | 1:13:55 |       |
| 23   | Azucena Díaz              | 1:14:05 | SB    |
| 24   | Carmen Oliveras           | 1:14:28 | SB    |
| 25   | Shalane Flanagan          | 1:14:41 |       |
| 26   | Sara Prieto               | 1:15:03 | PB    |
| 27   | Tonya Nero                | 1:15:13 | NR    |
| 28   | Nyakisi Adero             | 1:15:26 |       |
| 29   | Zhang Jingxia             | 1:15:51 | PB    |
| 30   | Peninah Jerop Arusei      | 1:15:55 |       |
| 31   | Magali Bernard            | 1:16:25 |       |
| 32   | Michelle Frey             | 1:16:55 |       |
| 33   | Alvina Begay              | 1:16:58 |       |
| 34   | Eden Tesfalem             | 1:17:01 | SB    |
| 35   | Marisol Romero            | 1:17:17 | SB    |
| 36   | Sueli Silva               | 1:17:31 |       |
| 37   | Nolene Conrad             | 1:17:51 |       |
| 38   | Xiao Huimin               | 1:18:16 | PB    |
| 39   | Sirlene de Pinho          | 1:18:30 |       |
| 40   | Lavinia Haitope           | 1:18:36 | PB    |
| 41   | Adriana da Luz            | 1:18:44 |       |
| 42   | Amira Ben Amor            | 1:19:01 |       |
| 43   | Selam Abere               | 1:19:09 | PB    |
| 44   | Maritza Arenas            | 1:19:25 |       |
| 45   | Lene Hjelmsø              | 1:19:32 |       |
| 46   | Christine Kalmer          | 1:19:40 |       |
| 47   | Anne Holm Baumeister      | 1:20:04 |       |
| 48   | Rozelaine Silva           | 1:20:53 |       |
| 49   | Rocío Cántara             | 1:21:07 |       |
| 50   | Matea Matosevic           | 1:21:33 |       |
| 51   | Anita Krastewa            | 1:21:56 | PB    |
| 52   | Cristina Alexandra Frumuz | 1:22:42 |       |
| 53   | Sitora Xamidova           | 1:23:12 |       |
| 54   | Anne Qi Hui               | 1:23:16 | NR    |
| 55   | Siłwija Danekowa          | 1:24:07 |       |
| 56   | Iweta Bonowa              | 1:25:02 | PB    |
| 57   | Chow Chi Ngan             | 1:29:02 | SB    |
| 58   | Cynthia Ruiz              | 1:29:12 |       |
| 59   | Chang Lap Ian             | 1:39:55 | PB    |
| –    | Andreina de la Rosa       | DNF     |       |
| –    | Patricia Morceli Bühler   | DNS     |       |

## Klasyfikacja drużynowa
| Poz.        | Reprezentacja                                                      | Wynik   |
| ----------- | ------------------------------------------------------------------ | ------- |
| Złoty medal | Etiopia · Meseret Hailu Debele · Feyse Tadese · Emebet Itaa Bedada | 3:27:52 |
| Złoty medal | Kenia · Pasalia Kipkoech · Lydia Cheromei · Pauline Njeri Kahenya  | 3:28:39 |
| Złoty medal | Japonia · Tomomi Tanaka · Mai Itō · Asami Katō                     | 3:34:45 |
| 4           | Wielka Brytania                                                    | 3:36:56 |
| 5           | Stany Zjednoczone                                                  | 3:40:40 |
| 6           | Południowa Afryka                                                  | 3:50:47 |
| 7           | Meksyk                                                             | 3:51:45 |
| 8           | Brazylia                                                           | 3:54:45 |
| 9           | Bułgaria                                                           | 4:11:05 |